# 買われた男〜女性限定快感セラピスト〜
『買われた男〜女性限定快感セラピスト〜』（かわれたおとこ じょせいげんていかいかんセラピスト）は、原作：芹沢由紀子、漫画：三並央実による日本の漫画作品。『コミックシーモア』内のレーベル「恋するソワレ+」（シーモアコミックス）にて2023年10月28日より連載中。
2024年4月より、テレビ大阪にてテレビドラマが放送された。

## テレビドラマ
『買われた男』のタイトルで、 2024年4月18日（17日深夜）から6月20日（19日深夜）までテレビ大阪の「DRAMA ADDICT」枠で放送された。主演は瀬戸利樹。

### キャスト

#### 主要人物
ヤマト
演 - 瀬戸利樹（中学生時代：中村蒔伝）
女性用風俗「KIRAMEKI」のセラピスト。バツイチ。本名は鹿間大成。
龍一
演 - 久保田悠来
KIRAMEKIのセラピスト。
シアン
演 - 池田匡志
KIRAMEKIのセラピスト。

#### 周辺人物
アキコ
演 - 菊川怜
KIRAMEKIの社長。
香苗
演 - 小島梨里杏
ヤマトの元妻。

#### ゲスト

##### 第1話
田村のどか
演 - 佐藤玲（第9話）
夫とは仲がいいが3年間セックスレス。「はにわ子」という名前で「KIRAMEKI」に施術を申し込む。ヤマトに店を利用する理由を聞かれ、「確かめるため」と答える。
田村響一
演 - 渋江譲二
のどかの夫。のどかと同棲していた頃に浮気をしている。
客
演 - 佐藤美輝、岩瀬あんな
KIRAMEKIの客。

##### 第2話
東崎安未果
演 - 花柳のぞみ（第1話・第9話）
子役上がりの女優。濡れ場のある役を演じることになり、役作りのためKIRAMEKIを利用する。予約の名前は「みか」。不倫スキャンダルで3年前に仕事を干されていた。
川島
演 - 守谷勇人
安未果のマネージャー。

##### 第3話
有原千賀子
演 - 片山萌美（第9話）
男性に嫌悪感を抱いている株式会社TRY WO の社長。
武田菜々花
演 - 古澤メイ
株式会社TRY WO に1年前に入った社員。
森本
演 - 木原勝利
千賀子が会社勤めをしていた時、取引していた会社の男性。契約の見返りに体の関係を求めてくる。
社員
演 - 長谷川かすみ、高井真菜
株式会社TRY WO の社員。
インタビュアー
演 - 朝日奈杏

上司
声 - 藤田健彦
千賀子が会社勤めしていた時の上司。

##### 第4話
清水まりあ
演 - 吉本実憂
風俗を自分の天職だと思っている風俗嬢。
林まさこ
演 - 坂野真理
シアンの常連客。
シアンの祖母
演 - 小田原さち
認知症を患っている。

##### 第5話
佐々木和子（ささき わこ）
演 - たなかさと（第9話）
信仰している教団が決めた相手と結婚間近の処女。
三島綾子
演 - 有希九美
新興宗教幹部。和子に婚礼の儀が決まったことを伝える。
信者
演 - 鈴木睦海、葛堂里奈

大学生
演 - 藤本彪
和子の大学の友人。
女子大生
演 - 久世珠璃、金子雅
和子が通っていた大学の学生。
教祖
演 - 河野智典
教団の教祖。

##### 第6話
蓮見依子
演 - 横山めぐみ（第9話）
夫を亡くしてしまった女性。

##### 第7話
サヨコ
演 - 鳥居みゆき
とても体が冷たい女性。
龍一の客
演 - 天木じゅん

##### 第8話
本郷ハル
演 - 杉江大志（第9話）
トランスジェンダー（MtF）。妹にKIRAMEKIを勧められ、予約する。実家は田舎で、親に打ち明けても理解してもらえなかった。
本郷夏美
演 - 日比茉鈴
ハルの妹。ハルにKIRAMEKIを薦める。
ミニチュアダックス
演 - チョコ

##### 第9話
佐藤綾花
演 - 武田梨奈（最終話）（中学生時代：垂水文音〈第1話 - 第3話・第9話・最終話〉）
ヤマトの幼馴染み。街中で偶然すれ違う。
客の元夫
演 - 大原康裕
シアンの客の元夫。長年連れ添った妻と離婚することになった、とKIRAMEKIに文句を言いに来る。
男性
演 - 小野剛聖
香苗と待ち合わせしていた男性。
KIRAMEKIの客
演 - 朝木ちひろ

##### 最終話
長谷川洋介
演 - イワゴウサトシ
佐藤綾花の元婚約者。綾花の病気を知って、彼女の元を去る。
高校生
演 - 西巻芳章、松本晃大、高橋琉晟、森田瑞姫、富田莉代
ヤマトたちの同級生。

### スタッフ
- 原作 - 芹沢由紀子 / 漫画 - 三並央実『買われた男〜女性限定快感セラピスト〜』（ソルマーレ編集部）[2]
- 脚本 - 清水匡、ニシオカ・ト・ニール、岸本鮎佳、灯敦生、高橋名月、佐藤竜憲[2]
- 音楽 - 田井千里、石塚徹、dottedlinehiroko
- 音楽プロデューサー - 田井モトヨシ
- オープニングテーマ - 杉本琢弥「B.B.Q.」（Warner Music Japan）[21]
- エンディングテーマ - アツキタケトモ「キスミー」（Polydor Records）[22]
- 監督 - 佐藤竜憲、小沼雄一、戸田彬弘、八十島美也子、山口雄也[2]
- 取材協力 - 東京秘密基地
- プロデューサー - 佐々木美優（テレビ大阪）、野口征吾（ワンダーヴィレッジ）、山村淳史（T-REX FILM）、鈴木伸明（クープ）[2]
- プロデュース - 岡本宏毅（テレビ大阪）[2]
- 制作協力 - T-REX FILM、クープ[2]
- 制作 - テレビ大阪、ワンダーヴィレッジ[2]
- 製作著作 - 「買われた男」製作委員会[2]

### 放送日程
| 話数   | 放送日  | サブタイトル                                                      | 脚本                 | 監督         |
| ------ | ------- | ----------------------------------------------------------------- | -------------------- | ------------ |
| 第1話  | 4月18日 | 女性用風俗にセックスレスのお客様が!! 心も体も癒やす極上マッサージ | 高橋名月             | 佐藤竜憲     |
| 第2話  | 4月25日 | 不倫スキャンダル芸能人来店!! 恋を諦めた女優とセラピストが…        | 岸本鮎佳             | 小沼雄一     |
| 第3話  | 5月02日 | 女風を潰す‼男嫌いの女社長 過去のトラウマとは…                     | ニシオカ・ト・ニール | 戸田彬弘     |
| 第4話  | 5月09日 | No.1セラピスト&風俗嬢 華やかな2人の過去とは…                      | 高橋名月             | 戸田彬弘     |
| 第5話  | 5月16日 | 26年男性経験ナシ!! 結婚直前に風俗で初めての…                      | 清水匡               | 山口雄也     |
| 第6話  | 5月23日 | 亡き夫とそっくり!? 時が止まった大人女性と情念の…                  | 灯敦生               | 八十島美也子 |
| 第7話  | 5月30日 | 戦慄‼怖～い女と古旅館で…緊迫の施術                                | 岸本鮎佳             | 小沼雄一     |
| 第8話  | 6月06日 | 心は女性…涙の初体験「普通の特別」を求めて                         | 灯敦生               | 八十島美也子 |
| 第9話  | 6月13日 | 別れた妻に買われた男…涙の再会                                     | ニシオカ・ト・ニール | 佐藤竜憲     |
| 最終話 | 6月20日 | 16年振り…後悔を晴らす覚悟の施術                                   | 佐藤竜憲             | 佐藤竜憲     |

### 放送局
| 放送期間                | 放送時間         | 放送局         | 対象地域       | 備考   |
| ----------------------- | ---------------- | -------------- | -------------- | ------ |
| 2024年4月18日 - 6月20日 | 木曜 0:00 - 0:30 | テレビ大阪     | 大阪府         | 製作局 |
|                         |                  | BSテレ東       | 全国           |        |
|                         |                  | テレビ北海道   | 北海道         |        |
|                         |                  | TVQ九州放送    | 福岡県         |        |
|                         | 木曜 1:30 - 2:00 | TOKYO MX       | 東京都         |        |
| 2024年4月19日 - 6月21日 | 金曜 1:05 - 1:35 | テレビせとうち | 岡山県・香川県 |        |
| 2024年4月23日 - 6月25日 | 火曜 0:30 - 1:00 | テレビ愛知     | 愛知県         |        |

### ネット配信
| 配信開始月 | 配信サイト     | 配信料金     | 備考                       |
| ---------- | -------------- | ------------ | -------------------------- |
| 2024年4月  | ネットもテレ東 | 広告付き無料 | 見逃し配信                 |
| 2024年4月  | TVer           | 広告付き無料 | 見逃し配信                 |
| 2024年4月  | DMM TV         | 定額制有料   | 2話以降、1週独占先行配信。 |

| テレビ大阪・BSテレ東 DRAMA ADDICT  | テレビ大阪・BSテレ東 DRAMA ADDICT      | テレビ大阪・BSテレ東 DRAMA ADDICT                                     |
| 前番組                             | 番組名                                 | 次番組                                                                |
| ---------------------------------- | -------------------------------------- | --------------------------------------------------------------------- |
| 蜜と毒 （2024年1月11日 - 3月21日） | 買われた男 （2024年4月18日 - 6月20日） | 初恋不倫 〜この恋を初恋と呼んでいいですか〜 （2024年7月4日 - 9月5日） |